# Tipula (Lindnerina) bistilata lundstromiana
Tipula (Lindnerina) bistilata lundstromiana is een ondersoort van de tweevleugelige Tipula (Lindnerina) bistilata uit de familie langpootmuggen (Tipulidae). De ondersoort komt voor in het Palearctisch gebied.